# Kristian Brenden
Kristian Brenden (* 12. Juni 1976 in Lillehammer) ist ein ehemaliger norwegischer Skispringer.

## Werdegang
Brenden startete im Winter 1994/95 im Rahmen des Skisprung-Continental-Cup erstmals auf internationaler Ebene. Am 18. Februar 1996 gab er in Iron Mountain von der Großschanze sein Debüt im Skisprung-Weltcup. Dabei gewann er auch auf Anhieb seine ersten Weltcup-Punkte. In die Saison 1996/97 startete Brenden mit einem zweiten Platz in Lillehammer, bevor er am Folgetag beim Springen auf dem Lysgårdsbakken seinen ersten Sieg feierte. Mitte Dezember stand er in Harrachov erneut auf dem Podium und wurde Dritter. In seine erste Vierschanzentournee 1996/97 startete Brenden mit einem guten zweiten Platz in Oberstdorf. Es gelang ihm jedoch nicht, diese Leistungen konstant zu erreichen, so dass er am Ende nur Platz 11 in der Tournee-Gesamtwertung erreichte. In der Gesamtwertung des Nordic Tournaments konnte er 1997 den zweiten Platz belegen. Im Winter 1997/98 feierte er in Zakopane auf der Wielka Krokiew seinen zweiten und auch letzten Weltcupsieg. Insgesamt gelang ihm bei Weltcupwettbewerben  ihm 29-mal der Sprung unter die Top 10, achtmal konnte er dabei einen Podestplatz erringen. Bei der Skiflug-Weltmeisterschaft 1998 in Oberstdorf wurde er Siebenter. Kurze Zeit später gehörte er zum Team für die Olympischen Winterspiele 1998 in Nagano. Dort erreichte er einen vierten Platz mit der Mannschaft im Teamwettbewerb, einen achten Platz von der Normalschanze und wurde 13. von der Großschanze.
Im Dezember 2001 beendete er seine Karriere, in der er bei insgesamt 77 Weltcupspringen angetreten war. Zuvor war er zu Beginn des Winters 2001/02 nur noch im B-Kader aktiv und startete zuletzt im Continental Cup.
Nach dem Ende seiner aktiven Skisprungkarriere studierte Brenden Sport und Psychologie an der Technisch-Naturwissenschaftlichen Universität Norwegens. Nach seinem Master-Abschluss nahm er eine Stelle an der Hochschule Lillehammer an und arbeitet dort als Berater, Studienkoordinator sowie Betreuer der Toppidrett-Gruppe, die sich aus Studenten mit Spitzensport-Status zusammensetzt. Außerdem ist Brenden für die FIS als Wettkampfjuror tätig.

## Erfolge

### Weltcupsiege im Einzel
| Nr. | Datum            | Ort         | Typ         |
| --- | ---------------- | ----------- | ----------- |
| 1.  | 1. Dezember 1996 | Lillehammer | Großschanze |
| 2.  | 17. Januar 1998  | Zakopane    | Großschanze |

## Statistik

### Weltcup-Platzierungen
| Saison  | Sprungweltcup | Sprungweltcup | Skiflugweltcup | Skiflugweltcup | Gesamt | Gesamt |
| Saison  | Platz         | Punkte        | Platz          | Punkte         | Platz  | Punkte |
| ------- | ------------- | ------------- | -------------- | -------------- | ------ | ------ |
| 1995/96 | 81.           | 007           | –              | –              | 84.    | 007    |
| 1996/97 | 05.           | 750           | 19.            | 043            | 07.    | 793    |
| 1997/98 | 14.           | 426           | 08.            | 123            | 12.    | 549    |
| 1998/99 | 22.           | 245           | 09.            | 099            | 22.    | 344    |
| 2000/01 | –             | –             | 35.            | 021            | 61.    | 021    |

### Vierschanzentournee-Platzierungen
| Saison  | Oberstdorf | Garmisch-P. | Innsbruck | Bischofshofen | Gesamt | Gesamt |
| Saison  | Oberstdorf | Garmisch-P. | Innsbruck | Bischofshofen | Platz  | Punkte |
| ------- | ---------- | ----------- | --------- | ------------- | ------ | ------ |
| 1996/97 | 2.         | 7.          | 27.       | 15.           | 11.    | 878    |
| 1997/98 | DNS        | 17.         | DNS       | 20.           | 32.    | 387    |
| 1998/99 | 37.        | 9.          | 6.        | 8.            | 19.    | 760    |

### Grand-Prix-Platzierungen
| Saison | Platz | Punkte |
| ------ | ----- | ------ |
| 1995   | 79.   | 066    |

### Continental-Cup-Platzierungen
| Saison  | Sommer | Sommer | Winter | Winter | Gesamt | Gesamt |
| Saison  | Platz  | Punkte | Platz  | Punkte | Platz  | Punkte |
| ------- | ------ | ------ | ------ | ------ | ------ | ------ |
| 1994/95 | –      | –      | –      | –      | 104.   | 067    |
| 1995/96 | –      | –      | –      | –      | 143.   | 044    |
| 1998/99 | –      | –      | –      | –      | 143.   | 060    |
| 2001/02 | –      | –      | –      | –      | 116.   | 082    |

### Schanzenrekorde
| Ort        | Land        | Weite               | aufgestellt am    | Rekord bis        |
| ---------- | ----------- | ------------------- | ----------------- | ----------------- |
| Stryn      | Norwegen    | 96,5 m (HS: 100 m)  | 1. Februar 1996   | 7. Februar 2004   |
| Oberstdorf | Deutschland | 125,0 m (HS: 137 m) | 29. Dezember 1996 | 29. Dezember 2000 |
| Kuopio     | Finnland    | 123,5 m (HS: 127 m) | 4. März 1998      | 4. März 1998      |